# Latridius latissimus
Latridius latissimus es una especie de coleóptero de la familia Latridiidae.

## Distribución geográfica
Habita en Francia.